# Ttukseom (metropolitana di Seul)
Ttukseom (뚝섬역, Ttukseom-yeok ) è una stazione della metropolitana di Seul servita dalla linea 2 della metropolitana di Seul. La stazione si trova nel quartiere di Seongdong-gu, nel centro di Seul.

## Linee
Seoul Metro
● Linea 2 (Codice: 210)

## Struttura
La stazione è realizzata su viadotto, e ciascun binario è dotato di porte di banchina a protezione dei binari. Sono presenti due aree tornelli, una per ciascuna direzione, e quindi una volta entrati non è possibile cambiare banchina.
| Circ. interna | ● Linea 2 | per Seongsu, Geondae-ipku e Jamsil               |
| Circ. esterna | ● Linea 2 | per Wangsimni, Euljiro 3-ga, Sicheong e Hapjeong |

## Stazioni adiacenti
| «          | Servizio | »       |
| Linea 2    | Linea 2  | Linea 2 |
| ---------- | -------- | ------- |
| Hanyangdae | -        | Seongsu |